# Leo Dadić
Leo Dadić (Split, 1936.) bivši je hrvatski nogometaš. Nastupao je za momčad RNK Splita, na poziciji desnog krila. U sezoni 1960./61. nastupio je 19 puta i postigao 6 golova.
Statistika u Hajduku
| Natjecanje        | Nastupi | Zgoditci |
| ----------------- | ------- | -------- |
| Prvenstvo         | 9       | 0        |
| Kup               | 5       | 1        |
| Superkup          | 0       | 0        |
| Međunarodne       | 0       | 0        |
| Splitski podsavez | 0       | 0        |
| Ukupno            | 14      | 1        |
| Prijateljske      | 10      | 3        |
| Sveukupno         | 24      | 4        |

1. ↑  Profili svih igrača – Statistika na službenim stranicama HNK Hajduka. hajduk.hr. HNK Hajduk Split.